# Alexandros Ypsilantis den äldre

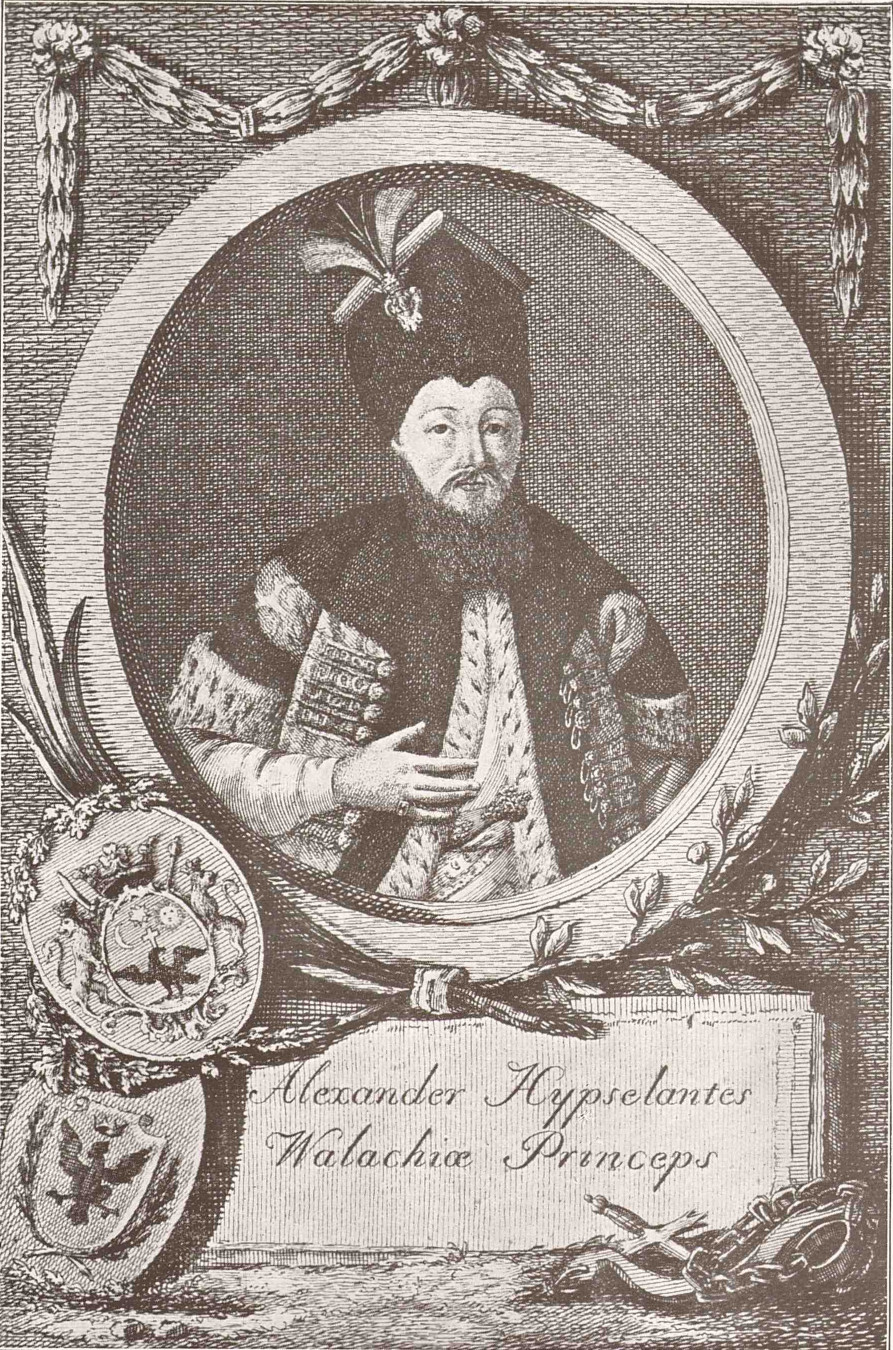
Alexandros Ypsilantis d.ä.

Alexandros Ypsilantis den äldre (grekiska: Αλέξανδρος Υψηλάντης; rumänska: Alexandru Ipsilanti), född 1726, död 1807, var hospodar i Valakiet och Moldavien.
Han tillhörde en grekisk fanariotfamilj vars medlemmar sedan slutet av 1700-talet försökte befria Grekland från det Osmanska riket. Mellan 1774-77 och 1796-98 var han alltså hospodar i Valakiet, 1787 i Moldavien. Han anses ha utvecklat en statligt och kulturellt gagnande verksamhet under sitt regentskap. Icke desto mindre avrättades han 1807 inte utan anledning misstänkt för delaktighet i Konstantinos Ypsilantis upprorsverksamhet.